# Pietro Tradonico
Pietro Tradonico (latin: Petrus Tradonicus) (død 13. september 864) stammede fra Istrien og var den 13. Doge i Venedig. Valget af ham brød Participazio familiens magt. Han var analfabet og var tvunget til at underskrive alle statspapirer med signum manus. Han var en kriger, ikke en administrator. 
Han udpegede sin søn Giovanni som meddoge, og fortsatte dermed den tradition, som havde eksisteret i hundred år med at skabe et arveligt hertugdømme. Alle tidligere forsøg var slået fejl, og det gjorde dette også, Giovanni døde inden sin far. 
Han kæmpede mod Saracenerne i Bari og Taranto, som tidligere havde besejret Venedig i Slaget ved Sansego, på en ø syd for  Pola. Han måtte ikke kun kæmpe mod saracenske pirater men også med slavere. Han anførte en stor flåde mod dem i 839 for at straffe narentanerne for at have angrebet og slaget adskillige venetianske købmænd på vej tilbage fra Benevento i 834–835. Han sluttede fred med den kroatiske hertug Mislav i Dalmatien og en narentansk fyrste ved navn Družak (Drosaico, Marianorum judice). Hans angreb på narentanerne i 840 slog fejl, og han mistede over 100 mand, og måtte vende tilbage til Venedig. Neretvianerne fortsatte med at lægge pres på ham og i 846 brød de ind i selve Venedig og angreb Venedigs naboby Kaorle. 
I 840 anerkendte kejser Lothar 1. Venedigs uafhængighed og herredømme over lagunen så langt som til acquas salsas, hvilket allerede var anerkendt af det Byzantinske rige. Fra Byzans fik han titlerne spatharius og hypatus.